# Kristian Østberg

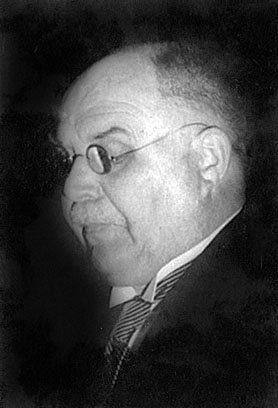
Kristian Østberg.

Kristian Østberg, född den 8 november 1867 i Grue, Solør, död den 21 februari 1942 i Ås, var en norsk jurist. 
Ursprungligen utbildad till underofficer och senare till folkskollärare avlade Østberg 1900 studentexamen och 1905 juridisk ämbetsexamen. Han hade därefter en rad år (1909–1918) anställning i den norska statsrevisionen, blev 1915 doctor juris och från 1918 knuten till Norges lantbrukshögskola i Ås som docent i rättslära och nationalekonomi, från 1919 tillika till Krigsskolan som lärare i samhällslära. Förutom en rad bidrag till tidskrifter och lexika samt enstaka läroböcker skrev Østberg Norsk Bonderet I–IV (1914–1926, I i ny upplaga 1927), i vilket verk han på grundvalen av historiskt material och upplysningar, insamlade på fältet, ger en värdefull framställning av delar av den sedvanerätt, som hade utvecklat sig bland norska bönder med hänsyn till lantbrukets rättsförhållanden, således bland annat av reglerna om kreaturshyra, tjänsteförhållanden och timmerdrift. Också sidor av den färöiska bonderätten behandlas i verket.